# Son en Breugel
Son en Breugel este o comună în provincia Brabantul de Nord, Țările de Jos. Comuna este numită după cele două localități principale: Son și Breugel